# OHANA
『OHANA』（オハナ）は、平井大が2011年5月11日にLastrumから発売したインディーズ2枚目のミニ・アルバム。

## 内容
前作『夏音～passing by～』から約1年7ヶ月ぶり、ミニ・アルバムとしては『My Style』から約2年9ヶ月ぶりのアルバム。

## 収録曲
1. Intro〜konikoni〜
  - 作曲：平井大
  - 今作のイントロ。
2. Island Girl feat. ALEXXX
  - 作詞・作曲：平井大・ALEXXX　編曲：平井大・EIGO
3. Surf Time
  - 作詞：平井大　作曲：平井大・笹原慎　編曲：EIGO・笹原慎
4. For The Future
  - 作詞：平井大　作曲：平井大・EIGO　編曲：西陽仁・平井大
5. ISLANDream
  - 作詞・作曲・編曲：平井大
6. Remember The Days〜君との足跡〜
  - 作詞・作曲：平井大　編曲：EIGO
7. OHANA feat. ALEXXX
  - 作詞：平井大・ALEXXX　作曲：平井大　編曲：平井大・EIGO
  - 今作の表題曲。
8. Any day
  - 作詞・作曲：平井大　編曲：平井大・平井隆
9. ONE LOVE〜Pacific Harmony〜
  - 作詞：平井大・JUN・ZANE　作曲・編曲：平井大・EIGO

## 参加ミュージシャン
- 平井大：Vocal (#2〜9)、Ukulele (#1,3〜9)、Chorus (#9)

Additional Musician
- 遠藤慎一：Guitar (#3,6)、Acoustic Guitar (#9)
- 平井隆：Guitar (#8)
- ALANI：Slide Guitar (#7)
- 荒川結：Percussion (#5)
- 村田洋子：Violin     (#4)
- JUN：Chorus (#9)